# VXA

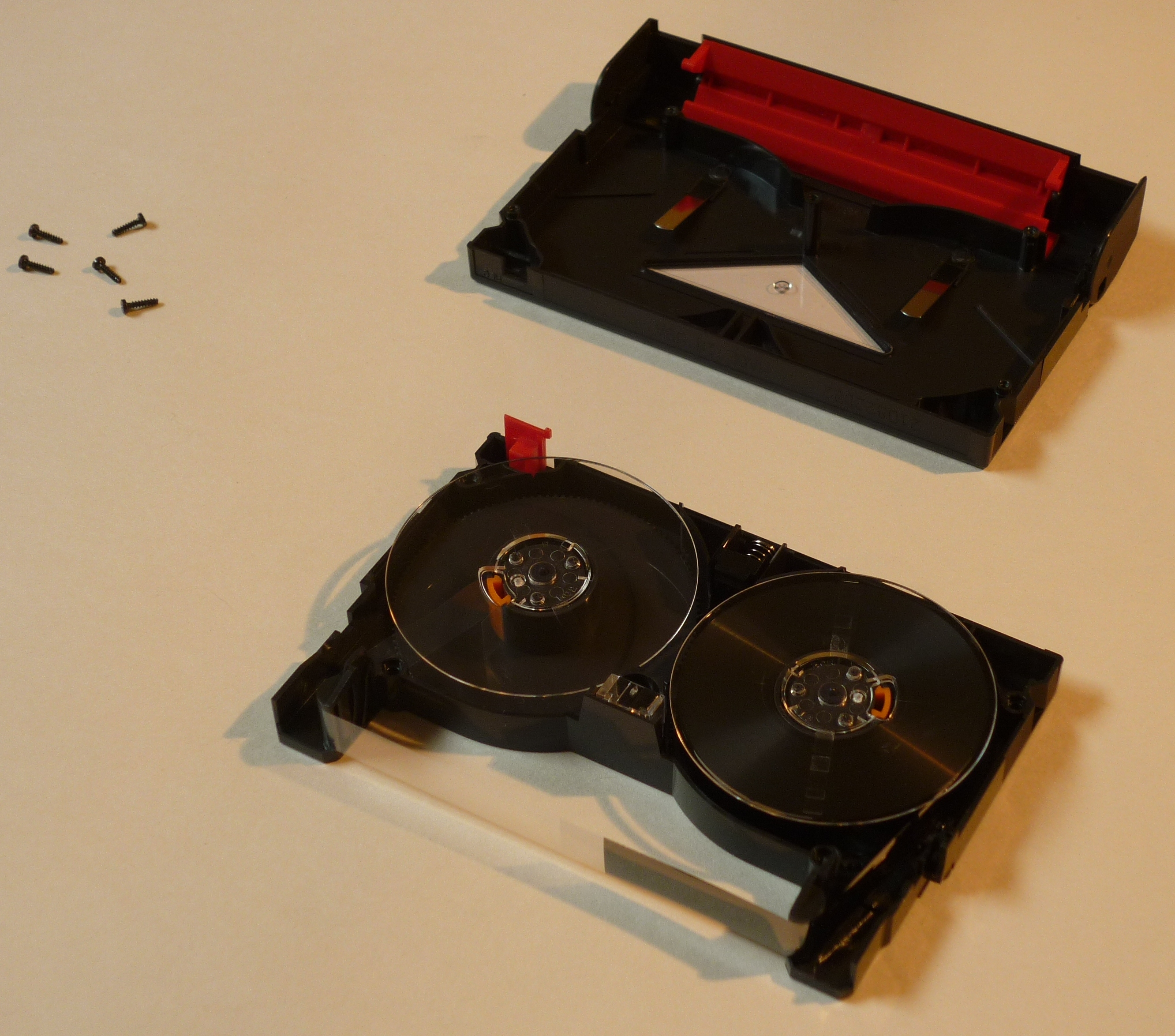
Cinta VXA V17 (170m), parcialmente desmontada.

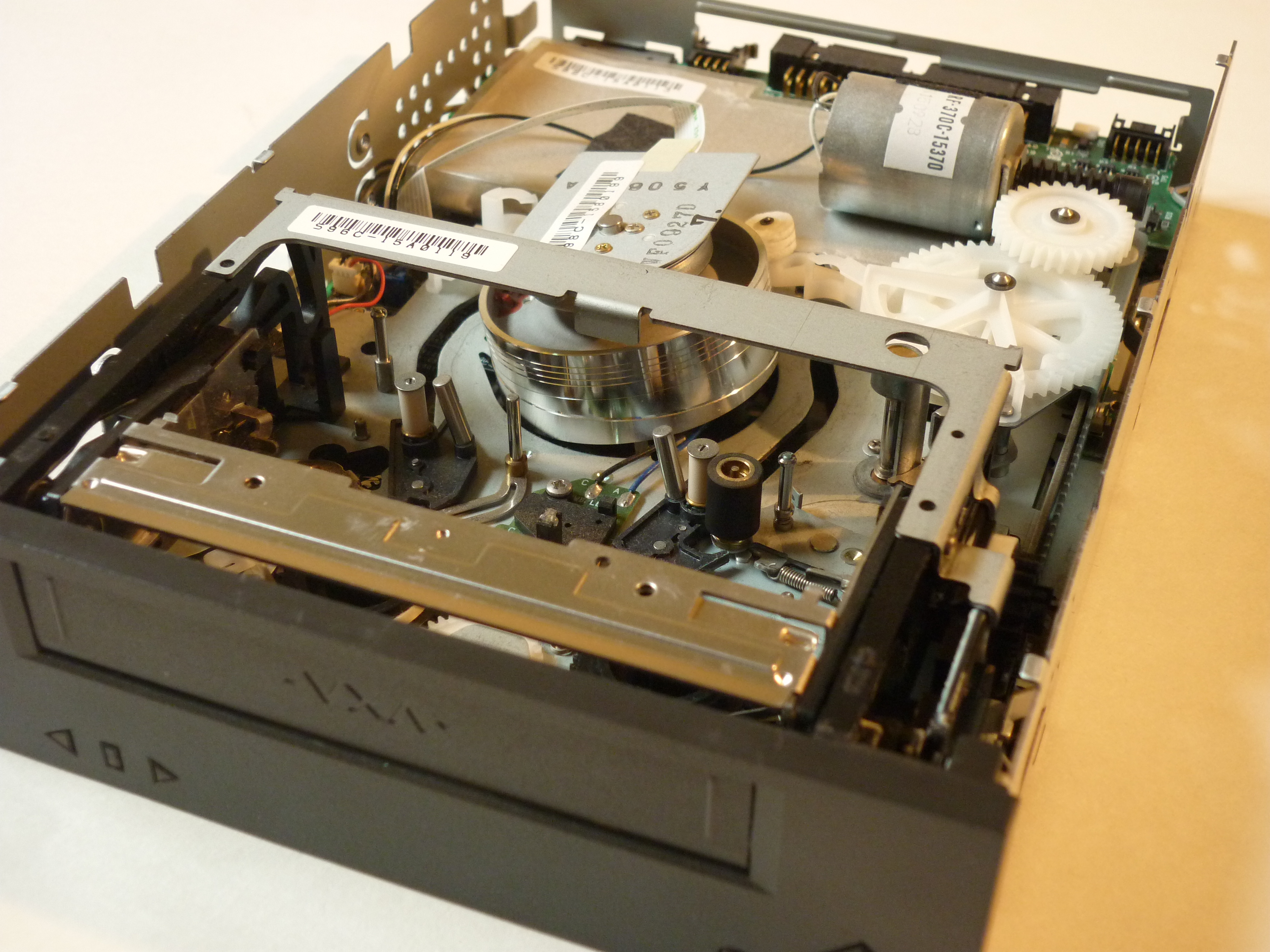
Cinta VXA-1 sin tapa.

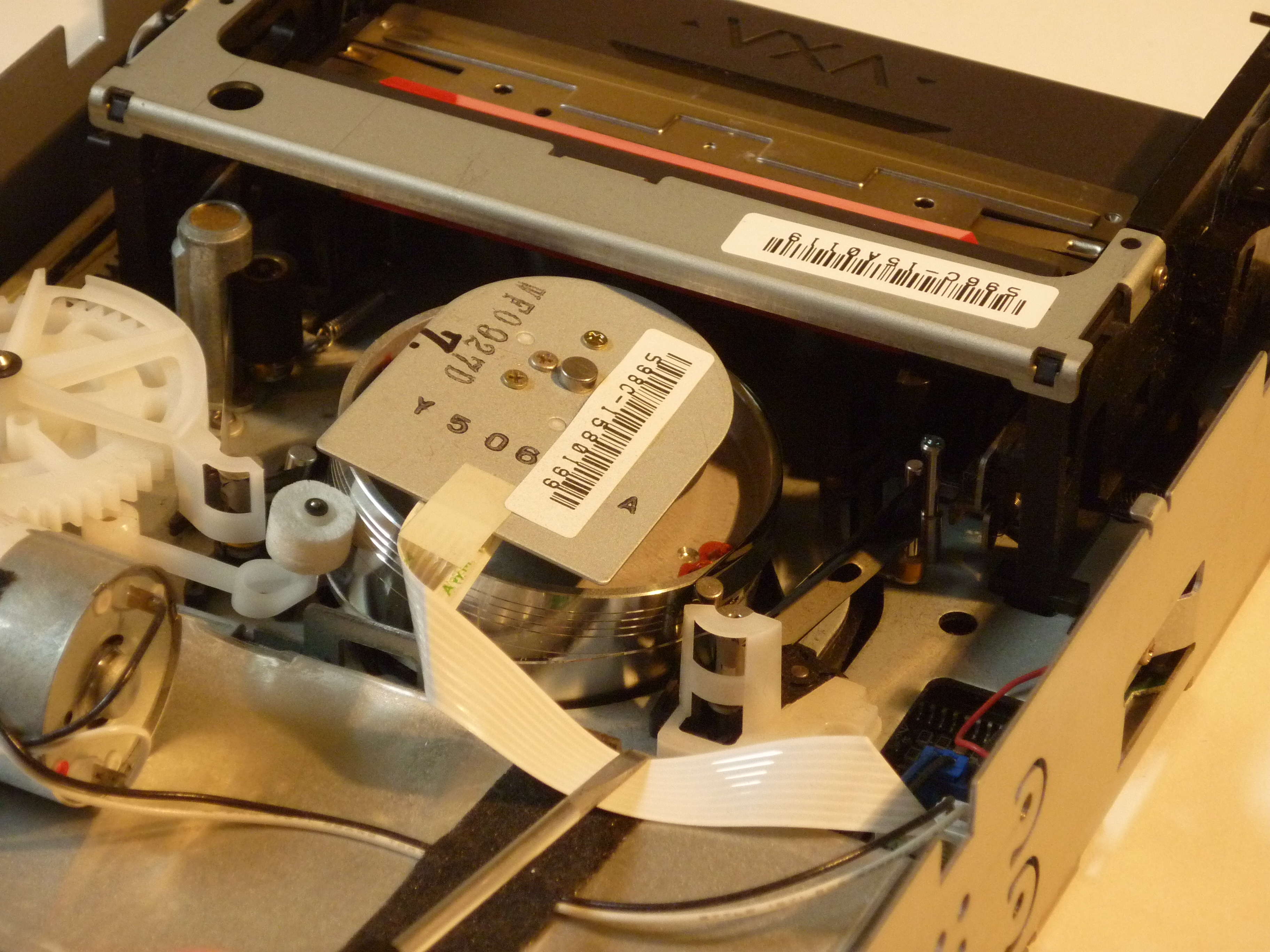
Unidad de cinta VXA-1 cargada.

VXA es una tecnología de almacenamiento informático de tipo magnético utilizado para copias de seguridad (Backup) y para el archivo de datos que ya no se necesitan de forma regular. VXA fue inicialmente desarrollada por Ecrix y más tarde adoptada por Exabyte y se basa en el principio 8mm Helical Scan.
La tecnología VXA dispone de una serie de novedades en comparación con otras tecnologías como DLT y AIT, por ejemplo, VXA es el primer formato de cinta que almacena los datos en paquetes.
Según datos del fabricante, la esperanza de vida de estos medios es de 20000 pasadas, lo que corresponde con unas 1000 backups completos.

## Variantes
- VXA-1: 33 GB con 3 MB/s
- VXA-2: 80 GB con 6 MB/s
- VXA-3: 160 GB con 12 MB/s[1]
- VXA-4: 320 GB con 24 MB/s
- VXA-5: 640 GB con 48 MB/s